# Maryana Iskander
Maryana Iskander er en jurist og organisationsleder.
Den 14. september 2021 blev det annonceret at hun den 5. januar 2022 vil blive administrerende direktør i Wikimedia Foundation, den amerikanske organisation der står bag Wikipedia.
Siden 2013 har hun været leder af Harambee Youth Employment Accelerator, en sydafrikansk organisation.
Iskander er født i Cairo og har uddannelser fra Rice Universitet, Oxford Universitet og fra Yale Universitet.